# 政治意識形態列表

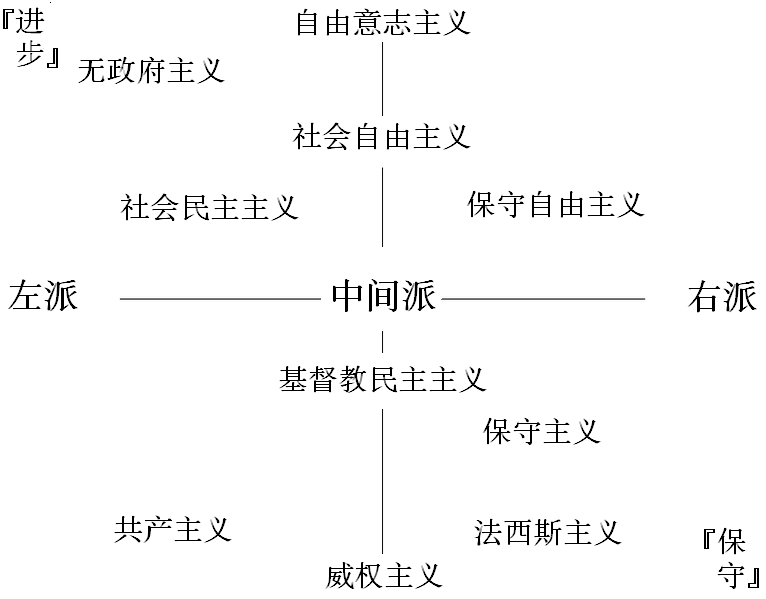
根據Hans Slomp理論建立的歐洲政治光譜

這是一個政治意識形態的列表。許多政黨將其政治行動與競選宣言建立在意識形態上。在社會學中，一個政治意識形態是一種確信的倫理，此倫理來自於社會運動、制度、社會階級或更大團體的理想、原理原則、信條、神話或象徵，解釋社會該如何運作、提供社會秩序的一些政治上、文化上的藍圖。一個政治意識形態主要有關於自身如何分配權力以及行使權力的界限為何。某些政黨非常緊密地遵循著一個明確的意識形態；其他政黨也許採取較寬廣的視野，接納一些相關連的意識形態之集合，而非特別恪守其中之單一意識形態。意識形態的大眾化一部分原因是有時候因自身關注利益而行動的「道德的企業家」造成對大眾的影響。
政治意識形態有兩個特點：
1. 目標：社會應該如何運作或被組織起來。
2. 方法：為了達到該目標最適當的方法。

一個意識形態是眾多思想的集合體。以典型來說，每個意識形態相當於其確信的思想內容，包含其所認定關於最好的政治體制（例如民主政治、神權政治）與最好的經濟體系（如資本主義、社會主義）等議題。有時候同一個字詞同時被用於定義一個意識形態與該意識形態的主要思想。例如，「社會主義」可 能連結到一種經濟體系，或者它可能連結到一個支持此經濟體系的意識形態。
意識形態也時常經由政治光譜的定位作為自身識別（諸如左派、中間派或右派），雖然這方式常引發爭議。最後意識形態可以從政治策略（如民粹主義）與可成為政黨建立基礎的單一議題（如歐洲懷疑主義或大麻的合法性）作出區分。
本列表試圖將實際政治生活中可見的許多意識形態區分為數個類組；每個類組包含了互相關連的數個意識形態。類組標題與該類別中最廣為人知的意識形態名稱有關。類組的名稱不必然表示存在階層順序或是由此一意識形態發展出其他意識形態，而僅是揭示議論中的數意識形態在實際上、歷史上與思想體系上相互有關連之事實。須注意，一個意識形態可屬於數個類組，且在各相關的意識形態之間往往有相當多的重疊區塊。並且請記得，一個政治標籤的意思可能在各國家以及平常在意識形態組合簽署了立場的各政黨之間相異。
本列表是按照英文原文字母順序排列的。因此將一意識形態置於另一意識形態之前不表示前者比後者重要或大眾化。

## 無政府主義

### 古典无政府主义
- 個人無政府主義
  - 利己无政府主义
    - 非法主义
      - 收用无政府主义（英语：Expropriative anarchism）

  - 存在无政府主义（英语：Existentialist anarchism）
  - 哲学无政府主义
- 自由意志主義
  - 左翼自由意志主义
    - 自由意志社會主義
- 互助主义
- 社會無政府主義
  - 無政府共產主義
  - 无政府工团主义
  - 集體無政府主義

### 后古典无政府主义
- 無政府女性主義
- 不帶形容詞的無政府主義
  - 合成无政府主义
- 無政府和平主義
- 綠色無政府主義
  - 無政府自然主義
  - 無政府原始主義
  - 公社主义
    - 社會生態學

  - 纯素食无政府主义
- 暴动无政府主义
- 马哈伊斯基主义
- 纲领主义
  - 马赫诺主义
  - 特体主义（英语：Specifism）

### 当代无政府主义
- 无政府超人类主义（英语：Anarcho-transhumanism）
- 黑人无政府主义
- 自由市场无政府主义
- 后无政府主义
- 后殖民无政府主义
- 后左翼无政府主义（英语：Post-left anarchism）
- 酷儿无政府主义

## 保守主義

### 类型
- 基督教民主主義（Christian democracy）
- 保守主義（Conservatism）
- 自由保守主義（Liberal conservatism）
- 社會保守主義（Social conservatism）

### 区域变种
- 澳大利亞的保守主義（Conservatism in Australia）
- 加拿大的保守主義（Conservatism in Canada）
- 哥倫比亞的保守主義（Conservatism in Colombia）
- 德國的保守主義（Conservatism in Germany）
- 北美洲的保守主義（Conservatism in North America）
- 美國保守主義（Conservatism in the United States）

## 女性主義

### 类型
- 無政府女性主義（Anarcha-feminism）
- 文化女性主義（Cultural feminism）
- 生態女性主義（Ecofeminism）
- 女性主義（Feminism）
- 個人女性主義（Individualist feminism）
- 女同性戀女性主義（Lesbian feminism）
- 自由主義女性主義（Liberal feminism）
- 馬克思女性主義（Marxist feminism）
- 後現代女性主義（Postmodern feminism）
- 心理分析女性主義（Psychoanalytic feminism）
- 激進女性主義（Radical feminism）
- 分離主義女性主義（Separatist feminism）
- 社會主義女性主義（Socialist feminism）
- 婦女主義（Womanism）
- 跨性別女性主義（Transfeminism）

### 婦女神學
- 婦女神學（Religious feminism）
- 基督教女性主義（Christian feminism）
- 伊斯蘭教女性主義（Islamic feminism）
- 猶太教女性主義（Jewish feminism）
- 後基督教婦女主義（Post-Christian Feminism）

### 相關主義
- 反女性主義（Antifeminism）
- 男性主義（Masculism）

## 自由主義

### 类型
- 古典自由主義（Classical liberalism）
- 保守自由主義（Conservative liberalism）
- 自由主義（Liberalism）
- 自由意志主義（Libertarianism）
- 社會自由主義（Social liberalism）

### 自由意志主義
- 阿哥拉主義（Agorism）

諾蘭曲線以兩度空間圖表顯示自由意志主義在政治光譜的位置。

- 無政府資本主義（Anarcho-capitalism）
- 古典自由主義（Classical liberalism）
- 經濟自由主義（Economic liberalism）
- 喬治自由主義（Geolibertarianism）
- 喬治主義（Georgism）
- 自由意志主義（Libertarianism）
- 自由意志保守主義（Libertarian conservatism）
- 小政府主義（Minarchism）
- 新自由主義（Neoliberalism）
- 客觀主義（Objectivism）
- 古自由意志主義（Paleolibertarianism）
- 個人主義（Privatism）
- 新自由意志主義（Neolibertarianism）

### 激進主義
- 激進主義（Radicalism）
- 共和主義（Republicanism）

## 民族主義

### 类型
- 國際主義（Internationalism）
- 民族主義（Nationalism）
- 愛國主義（Patriotism）
- 國家主義（Statism）

### 國家主義
- 法西斯主義（Fascism）
- 義大利法西斯主義（Italian fascism）
- 日本法西斯主義（Japanese fascism）
- 日本軍國主義（Japanese militarism）
- 軍國主義（Militarism）
- 國家社會主義（National Socialism）
- 國家工團主義（National syndicalism）
- 納粹主義（Nazism）
- 庇隆主義（Peronism）
- 中國特色社會主義（Socialism with Chinese characteristics）
- 國家资本主義（State capitalism）
- 國有社會主義（State socialism）
- 王朝社會主義（State Socialism）
- 国家主義（Statism）
- 斯特拉瑟主義（Strasserism）

### 第三位置主義
- 文化民族主義（Cultural nationalism）
- 法西斯主義（Fascism）
- 義大利法西斯主義（Italian fascism）
- 日本法西斯主義（Japanese fascism）
- 主体思想（Juche）
- 民族無政府主義（National-Anarchism）
- 民族布爾什維克主義（National Bolshevism）
- 國家工團主義（National syndicalism）
- 納粹主義（Nazism）
- 新法西斯主義（Neo-fascism）
- 新納粹主義（Neo-Nazism）
- 庇隆主義（Peronism）
- 浪漫民族主義（Romantic nationalism）
- 中國特色社會主義（Socialism with Chinese characteristics）
- 斯特拉瑟主義（Strasserism）
- 第三位置主義（Third Positionism）

### 法西斯主義
- 奧地利法西斯主義（Austrofascism）
- 巴西整合主義（Brazilian Integralism）
- 黑人民族主義（Black nationalism）
- 教權法西斯主義（Clerical fascism）
- 社團主義（Corporatism）
- 長槍黨法西斯主義（Falangism）
- 法西斯主義（Fascism）
- 希臘法西斯主義（Greek fascism）
- 義大利法西斯主義（Italian fascism）
- 鐵衛團（Iron Guard）
- 日本法西斯主義（Japanese fascism）
- 納粹主義（Nazism）
- 新法西斯主義（Neo-fascism）
- 新納粹主義（Neo-Nazism）
- 雷克斯主義（Rexism）
- 烏斯塔沙（Ustaše）
- 超國家主義（ultra-nationalism）
- 白人民族主義（White nationalism）
- 南斯拉夫全國運動（ZBOR）

### 猶太復國主義
- 錫安主義（Zionism）
- 錫安社會主義（Socialist Zionism）
- 宗教錫安主義（Religious Zionism）
- 修正錫安主義（Revisionist Zionism）

### 統一運動
- 大一統
- 領土收復主義 (Irredentism)
- 非洲社會主義（African socialism）
- 阿拉伯社會主義（Arab socialism）
- 泛非主義（Pan-Africanism）
- 泛阿拉伯主義（Pan-Arabism）
- 泛歐民族主義（Pan-European nationalism）
- 泛歐主義（Pan-Europeanism）
- 泛伊朗主義（Pan-Iranism）
- 泛斯拉夫主義（Pan-Slavism）
- 泛突厥主義（Pan-Turkism）
- 泛斯堪的納維亞主義（Pan-Scandinavianism）
- 泛亞細亞主義（Pan-Asianism）
- 泛凱爾特主義（Pan-Celtic）
- 泛伊斯蘭主義（Pan-Islamism）
- 反民族主義（Anti-nationalism ）
  - 世界主義（Cosmopolitanism ）
  - 全球主義（Globalism ）
  - 國際主義（Internationalism）
  - 世界政府（World government）

### 區域变种
- 阿拉伯民族主義（Arab nationalism）
- 中國民族主義（Chinese nationalism）
- 歐洲懷疑主義（Euroscepticism）
- 戴高樂主義（Gaullism）
- 愛爾蘭民族主義（Irish Nationalism）
- 愛爾蘭共和主義（Irish Republicanism）
- 蘇格蘭民族主義（Scottish Nationalism）
- 威爾斯民族主義（Welsh Nationalism）
- 西班牙民族主義（Spanish Nationalism）
- 越南民族主義（Vietnamese Nationalism）
- 伊朗民族主義（Iranian Nationalism）
- 信德民族主義（Sindhi Nationalism）
- 巴基斯坦民族主義（Pakistani Nationalism）
- 朝鲜民族主义（Korean Nationalism）
- 俄羅斯民族主義（Russian Nationalism）
- 庇隆主義（Peronism）
- 阿拉伯复兴社会主义（Ba'athism）
- 台灣民族主義（Taiwanese Nationalism）
- 三民主義（Three Principles of the People）
- 中國特色社會主義（Socialism with Chinese characteristics）

## 宗教信仰

### 类型
- 教權主義（Clericalism）
- 人文主義（Humanism）
- 世俗主義（Secularism）
- 神權政治（Theocracy）

### 佛教
- 佛教無政府主義（Buddhist anarchism）
- 佛教社會主義（Buddhist socialism）

### 基督教
- 基督教無政府主義（Christian anarchism）
- 基督教共產主義（Christian communism）
- 基督教民主主義（Christian democracy）
- 基督教女性主義（Christian feminism）
- 基督教社會主義（Christian socialism）
- 教權法西斯主義（Clerical fascism）
- 基督國教主義（Dominionism）
- 基督教自由主義（Christian Liberalism）
- 解放神學（Liberation Theology）
- 泛政治天主教主義（Political Catholicism）
- 基督教民粹主義（Popolarismo）

### 印度教
- 印度教民族主義（Hindu nationalism）

### 伊斯蘭教
- 伊斯蘭教無政府主義（Islamic anarchism）
- 伊斯蘭教民主主義（Islamic democracy）
- 伊斯蘭基本教義派（Islamic fundamentalist）
- 伊斯蘭教社會主義（Islamic socialism）
- 伊斯蘭主義（Islamism）

### 猶太教
- 猶太教無政府主義（Jewish anarchism）
- 猶太教女性主義（Jewish feminism）
- 宗教猶太復國主義（Religious Zionism）

### 錫克教
- 卡利斯坦運動（Khalistan movement）

## 社會主義

### 类型
- 無政府主義（Anarchism）
- 共產主義（Communism）
- 社會主義（Socialism）

### 改良社會主義
- 民主社會主義（Democratic socialism）
- 社會民主主義（Social democracy）
- 北歐模式（Nordic model）

#### 民主社會主義
- 民主社會主義（Democratic socialism）
- 市場社會主義（Market socialism）

#### 社會民主主義
- 自由社會主義（Liberal socialism）
- 社會民主主義（Social democracy）

#### 區域变种
- 非洲社會主義（African socialism）
- 阿拉伯社會主義（Arab socialism）
- 玻利瓦爾主義（Bolivarianism）
- 勞工錫安主義（Labor Zionism）
- 美拉尼西亞社會主義（Melanesian socialism）
- 中國特色社會主義（Socialism with Chinese characteristics）

#### 宗教社會主義
- 宗教社會主義（Religious socialism）
- 佛教社會主義（Buddhist socialism）
- 基督教社會主義（Christian socialism）
- 伊斯蘭教社會主義（Islamic socialism）
- 解放神學（Liberation Theology）

### 革命社會主義

#### 类型
- 共產主義（Communism）
- 馬克思主義（Marxism）
- 革命社會主義（Revolutionary socialism）
- 工團主義（Syndicalism）

#### 馬克思主義
- 反修正主義（Anti-Revisionism）
- 自主馬克思主義（Autonomist Marxism）
- 卡斯特羅主義（Castroism）
- 委员会共产主义（Council communism）
- 德莱昂主义（De Leonism）
- 歐洲共產主義（Eurocommunism）
- 格瓦拉主義（Guevarism）
- 胡志明思想（Ho Chi Minh Thought）
- 霍查主義（Hoxhaism）
- 考茨基主義（Kautskyism）
- 左翼共產主義（Left communism）
- 列寧主義（Leninism）
- 盧森堡主義（Luxemburgism）
- 毛主義（Maoism）
- 馬克思主義（Marxism）
- 馬克思列寧主義（Marxism-Leninism）
- 马克思女权主义（Marxist feminism）
- 马克思人文主义（Marxist humanism）
- 新馬克思主義（Neo-marxism）
- 正统马克思主义（Orthodox Marxism）
- 情境主義（Situationism）
- 史達林主義（Stalinism）
- 鐵托主義（Titoism）
- 托洛茨基主義（Trotskyism）
- 西方馬克思主義（Western Marxism）

#### 無政府革命社會主義
- 無政府工團主義（Anarcho-syndicalism）
- 集体无政府主义（Collectivist anarchism）
- 無政府共產主義（Anarchist communism）
- 生態社會主義（Eco-socialism）
- 自由意志社會主義（Libertarian socialism）
- 社會無政府主義（Social anarchism）
- 社會生態學（Social ecology）
- 個人無政府主義（Individualist anarchism）[1][2]
- 互助主義（Mutualism）[3]

#### 工團主義
- 無政府工團主義（Anarcho-syndicalism）
- 德莱昂主义（De Leonism）
- 國家工團主義（National Syndicalism）
- 工團主義（Syndicalism）

### 第三位置主義
- 國家社會主義（National Socialism）
- 國家工團主義（National Syndicalism）
- 民族布爾什維克主義（National Bolshevism）